# Chunhua, Tianjin
Chunhua (kinesiska: 春华, 春华街道) är ett stadsdelsdistrikt i Kina. Det ligger i storstadsområdet Tianjin, i den norra delen av landet, nära eller i stadens centrum. Antalet invånare är 69 829. Befolkningen består av 35 344 kvinnor och 34 485 män. Barn under 15 år utgör 8,0 %, vuxna 15-64 år 80 %, och äldre över 65 år 11,0 %.